# 노는언니
《노는언니》는 대한민국 E채널의 예능 프로그램이다.

## 출연자

### 시즌 1 출연자
- 박세리
- 남현희
- 곽민정
- 정유인
- 한유미[3]

### 시즌 1 이전 출연자
- 이재영
- 이다영

### 시즌 2 출연자
- 박세리
- 한유미
- 정유인
- 이상화[4]

### 시즌 2 반고정 출연자
- 김은혜
- 서효원
- 김자인
- 신수지

## 에피소드 목록

### 시즌 1
| 회차 | 방송일자   | 주제                                             | 게스트                                                  |
| ---- | ---------- | ------------------------------------------------ | ------------------------------------------------------- |
| 1회  | 2020.08.04 | 못 놀아 본 국가대표 언니들의 반란!               | 이재영 이다영                                           |
| 2회  | 2020.08.11 | 훈련만 받아 온 언니들이여, 먹고 마시고 노래하라! | 이재영 이다영                                           |
| 3회  | 2020.08.18 | 이기지 않아도 괜찮아                             |                                                         |
| 4회  | 2020.08.25 | 언니들의 놀이터                                  |                                                         |
| 5회  | 2020.09.01 | 난생처음 캠핑                                    | 김은혜                                                  |
| 6회  | 2020.09.08 | 처음이 어렵지 (부제: 먹자 캠핑)                  | 김은혜                                                  |
| 7회  | 2020.09.15 | 끝날 때까지 끝난 게 아니다                       | 김은혜                                                  |
| 8회  | 2020.09.22 | 인생은 쎄리고처럼                                |                                                         |
| 9회  | 2020.09.29 | 유미투어의 서막                                  |                                                         |
| 10회 | 2020.10.06 | 쉬는 법을 잊어버려서                             | 양윤서                                                  |
| 11회 | 2020.10.13 | 우리 창업할 수 있을까?                           | 이혜정                                                  |
| 12회 | 2020.10.20 | 노는언니동으로 오세요                            |                                                         |
| 13회 | 2020.10.27 | 너의 패션을 말해봐                               | 김온아 김선화 이소라                                    |
| 14회 | 2020.11.03 | 다시 열여덟                                      | 서효원                                                  |
| 15회 | 2020.11.10 | 성지술례를 가다                                  | 서효원                                                  |
| 16회 | 2020.11.17 | 서울 구경                                        | 서효원 강윤희 손영희                                    |
| 17회 | 2020.11.24 | 가을 운동회                                      | 박지수 홍성흔 전태풍 조준호 구본길 김준호 나태주 홍현희 |
| 18회 | 2020.12.01 | 이길 때까지                                      | 박지수 홍성흔 전태풍 조준호 구본길 김준호 나태주 홍현희 |
| 19회 | 2020.12.08 | 세리 포레스트                                    |                                                         |
| 20회 | 2020.12.15 | 세리 포레스트2                                   |                                                         |
| 21회 | 2020.12.22 | 특별한 선물                                      |                                                         |
| 22회 | 2020.12.29 | 아듀 2020                                        |                                                         |
| 23회 | 2021.01.05 | 언니들의 킥오프                                  | 이민아 장슬기                                           |
| 24회 | 2021.01.12 | 언니,날다                                        | 서효원                                                  |
| 25회 | 2021.01.19 | 다른 듯 닮은 듯                                  | 문소리 김선영 장윤주                                    |
| 26회 | 2021.01.26 | 겨울 왕국                                        | 최다빈 박소연                                           |
| 27회 | 2021.02.02 | 두유워너빌더스노우맨                             | 최다빈 박소연                                           |
| 28회 | 2021.02.09 | 디어 마이 패밀리                                 |                                                         |
| 29회 | 2021.02.16 | 디어 마이 패밀리2                                |                                                         |
| 30회 | 2021.02.23 | 야구 너두 할 수 있어                             | 김라경                                                  |
| 31회 | 2021.03.02 | 한 발 더 가까이                                  | 기보배                                                  |
| 32회 | 2021.03.09 | 학교 다녀오겠습니다                              |                                                         |
| 33회 | 2021.03.16 | 비움의 시간                                      |                                                         |
| 34회 | 2021.03.23 | 간절히 바라면                                    |                                                         |
| 35회 | 2021.03.30 | 당구의 신을 찾아서                               |                                                         |
| 36회 | 2021.04.06 | 또 하나의 인생 샷                                |                                                         |
| 37회 | 2021.04.13 | 해피팀킴데이                                     |                                                         |
| 38회 | 2021.04.20 | 스마일 어게인                                    |                                                         |
| 39회 | 2021.04.27 | 무한 동력 그녀                                   |                                                         |
| 40회 | 2021.05.04 | 마음만은 슬램덩크                                |                                                         |
| 41회 | 2021.05.11 | 수제는 거들 뿐                                   |                                                         |
| 42회 | 2021.05.18 | 모여라 언니 캠프                                 |                                                         |
| 43회 | 2021.05.25 | 배구와 함께 춤을                                 |                                                         |
| 44회 | 2021.06.01 | 청춘은 바로 지금                                 |                                                         |
| 45회 | 2021.06.08 | 농구 부부의 세계                                 |                                                         |
| 46회 | 2021.06.15 | 거 놀기 딱 좋은 날씨네                           |                                                         |
| 47회 | 2021.06.22 | 땀내 투어                                        |                                                         |
| 48회 | 2021.06.29 | 안녕, 바다                                       |                                                         |
| 49회 | 2021.07.06 | 나를 지켜 주는 것                                |                                                         |
| 50회 | 없음       | 특별한 나들이                                    |                                                         |
| 51회 | 2021.07.20 | 언니들의 열대야 극복기                           | 이재아                                                  |
| 52회 | 2021.07.27 | 한여름날의 캠핑                                  |                                                         |
| 53회 | 2021.08.03 | 노는 언니 1주년                                  |                                                         |
| 54화 | 2021.08.10 | 어벤져스                                         |                                                         |

## 같이 보기
- 노는브로